# Ingeniería de radiofrecuencia
La ingeniería de radiofrecuencia (RF) es un subconjunto de la ingeniería eléctrica que implica la aplicación de principios de línea de transmisión, guía de ondas, antena y campo electromagnético al diseño y aplicación de dispositivos que producen o utilizan señales dentro de la banda de radio, el rango de frecuencia de aproximadamente 20 kHz hasta 300 GHz.   
Se incorpora a casi todo lo que transmite o recibe una onda de radio, lo que incluye, entre otros, teléfonos móviles, radios, Wi-Fi y radios bidireccionales. La ingeniería de RF es un campo altamente especializado que normalmente incluye las siguientes áreas de especialización:
1. Diseño de sistemas de antena para proporcionar cobertura radiativa de un área geográfica específica mediante un campo electromagnético o para proporcionar una sensibilidad específica a un campo electromagnético que incide sobre la antena.
2. Diseño de estructuras de acoplamiento y líneas de transmisión para transportar energía de RF sin radiación.
3. Aplicación de elementos de circuitos y estructuras de líneas de transmisión en el diseño de osciladores, amplificadores, mezcladores, detectores, combinadores, filtros, redes transformadoras de impedancia y otros dispositivos.
4. Verificación y medición del rendimiento de dispositivos y sistemas de radiofrecuencia. [4]

Para producir resultados de calidad, el ingeniero de RF debe tener un conocimiento profundo de matemáticas, física y teoría electrónica general, así como capacitación especializada en áreas como propagación de ondas, transformaciones de impedancia, filtros y diseño de placas de circuito impreso de microcinta.

## Radioelectrónica
La radioelectrónica se ocupa de los circuitos electrónicos que reciben o transmiten señales de radio.
Normalmente, estos circuitos deben funcionar a niveles de potencia y radiofrecuencia, lo que impone restricciones especiales a su diseño. Estas restricciones aumentan su importancia con frecuencias más altas. En frecuencias de microondas, la reactancia de las trazas de señal se convierte en una parte crucial del diseño físico del circuito.
Lista de temas de radioelectrónica:
- Osciladores de RF: bucle de bloqueo de fase, oscilador controlado por voltaje
- Transmisores, líneas de transmisión, conectores RF
- Antenas, teoría de las antenas.
- Receptores, sintonizadores
- Amplificadores
- Moduladores, demoduladores, detectores
- Filtros de radiofrecuencia
- Blindaje RF, plano de tierra
- Espectro ensanchado de secuencia directa (DSSS), potencia de ruido
- Radio digital
- Amplificadores de potencia de radiofrecuencia
  - Transistor de efecto de campo semiconductor de óxido metálico (MOSFET): MOSFET de potencia, semiconductor de óxido metálico de difusión lateral (LDMOS)
  - Transistores de unión bipolar
- Procesadores de banda base (semiconductor complementario de óxido de metal (CMOS))
- RF CMOS (circuitos integrados de señal mixta)

## Deberes

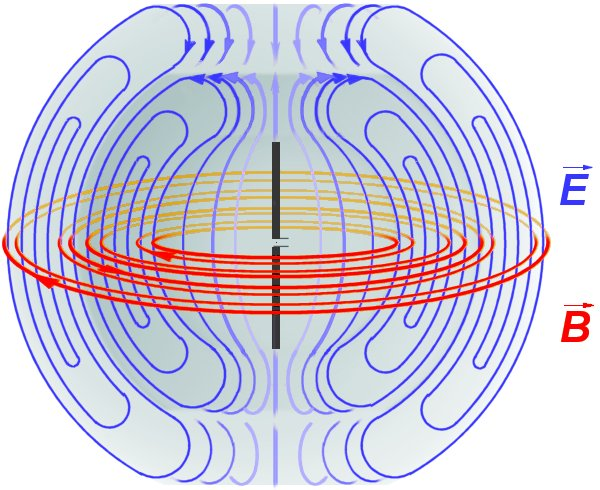
Diagrama de los campos eléctricos (azul) y magnéticos (rojo) irradiados por una antena dipolo (barras negras) durante la transmisión.

Los ingenieros de radiofrecuencia son especialistas en sus respectivos campos y pueden asumir muchas funciones diferentes, como diseño, instalación y mantenimiento. Los ingenieros de radiofrecuencia requieren muchos años de amplia experiencia en el área de estudio. Este tipo de ingeniero tiene experiencia en sistemas de transmisión, diseño de dispositivos y colocación de antenas para un rendimiento óptimo. La descripción del trabajo de ingeniero de RF en una instalación de transmisión puede incluir el mantenimiento de los transmisores de transmisión de alta potencia de la estación y los sistemas asociados. Esto incluye energía de emergencia del sitio del transmisor, control remoto, ajustes de la antena y la línea de transmisión principal, enlaces STL / TSL de retransmisión de radio de microondas y más.
Además, un ingeniero de diseño de radiofrecuencia debe poder comprender el diseño de hardware electrónico, el material de la placa de circuito, la radiación de la antena y el efecto de las frecuencias de interferencia que impiden el rendimiento óptimo dentro del equipo que se está desarrollando.

## Matemáticas
Existen muchas aplicaciones de la teoría electromagnética a la ingeniería de radiofrecuencia, utilizando herramientas conceptuales como el cálculo vectorial y el análisis complejo.   Los temas estudiados en esta área incluyen guías de ondas y líneas de transmisión, el comportamiento de antenas de radio y la propagación de ondas de radio a través de la atmósfera terrestre. Históricamente, el tema jugó un papel importante en el desarrollo de la dinámica no lineal. 